# Quan hệ ngoại giao của Ấn Độ

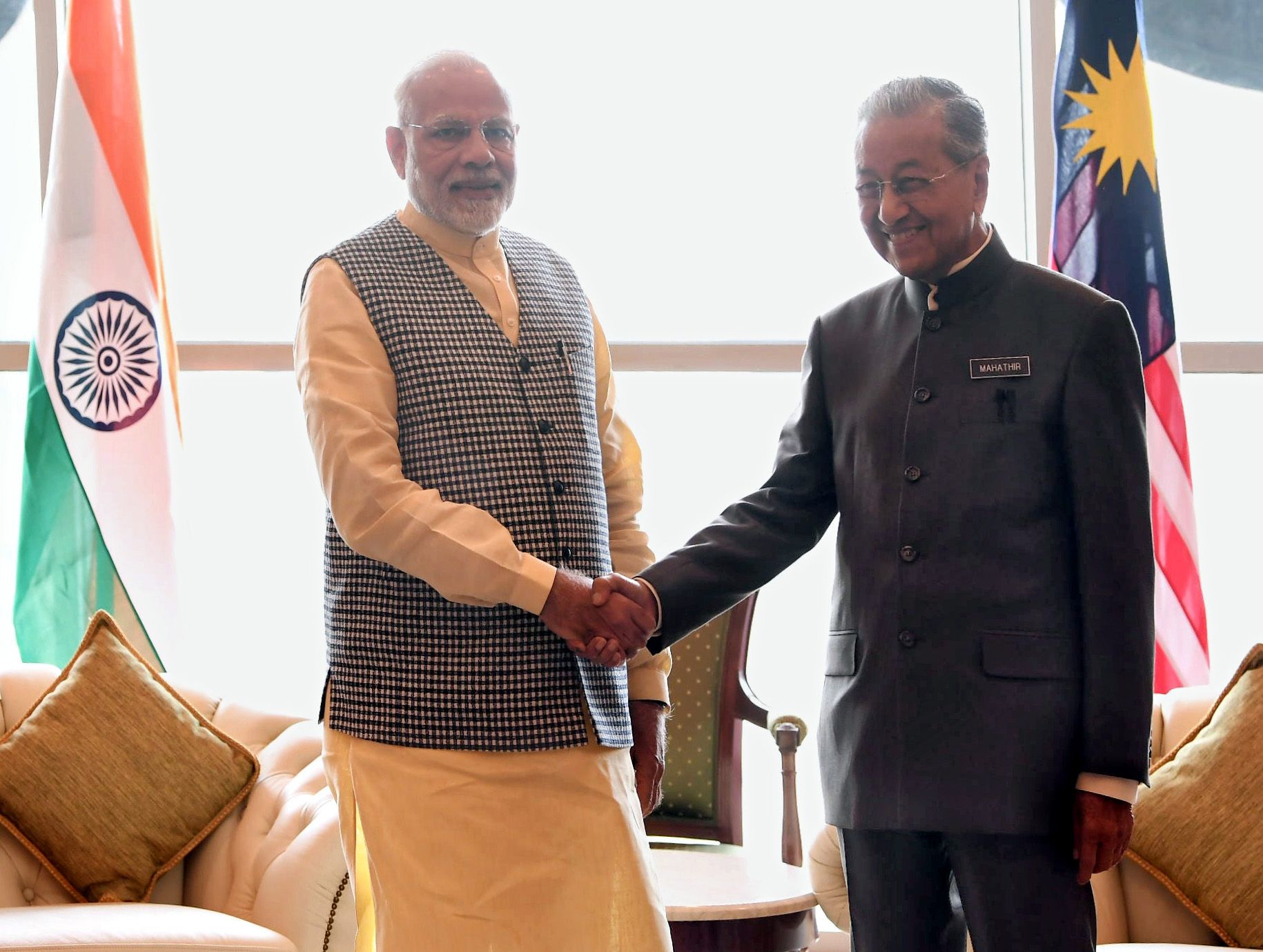
Thủ tướng Ấn Độ Narendra Modi và Thủ tướng Malaysia Mahathir Mohamad (31 tháng 5 năm 2018)

Bộ Ngoại giao Ấn Độ (MEA), còn được gọi là Bộ Ngoại giao, là cơ quan chính phủ chịu trách nhiệm về việc thực hiện quan hệ ngoại giao của Ấn Độ. Với chi tiêu quân sự lớn thứ ba thế giới, lực lượng vũ trang lớn thứ hai, nền kinh tế lớn thứ năm tính theo tỷ lệ danh nghĩa và nền kinh tế lớn thứ ba về sức mua tương đương, Ấn Độ là một cường quốc khu vực, một cường quốc hạt nhân, một cường quốc toàn cầu non trẻ và một siêu cường tiềm năng. Ấn Độ có ảnh hưởng quốc tế ngày càng tăng và tiếng nói nổi bật trong các vấn đề toàn cầu.
Ấn Độ phải đối mặt với các vấn đề kinh tế và xã hội nghiêm trọng do hậu quả của nhiều thế kỷ bóc lột kinh tế của các cường quốc thực dân. Tuy nhiên, kể từ khi giành được độc lập từ Anh vào năm 1947, Ấn Độ đã trở thành một quốc gia mới công nghiệp hóa, có lịch sử hợp tác với một số quốc gia, là một thành phần của BRICS và là một phần chính của thế giới đang phát triển. Ấn Độ là một trong những thành viên sáng lập của một số tổ chức quốc tế, Liên Hợp Quốc, Ngân hàng Phát triển Châu Á, Ngân hàng Phát triển Mới BRICS và G-20, và là người sáng lập Phong trào không liên kết.
Ấn Độ cũng đã đóng một vai trò quan trọng và có ảnh hưởng trong các tổ chức quốc tế khác như Hội nghị thượng đỉnh Đông Á, Tổ chức thương mại thế giới, Quỹ tiền tệ quốc tế (IMF), G8 + 5  và Diễn đàn đối thoại IBSA. Ấn Độ cũng là thành viên của Ngân hàng Đầu tư Cơ sở hạ tầng châu Á và Tổ chức Hợp tác Thượng Hải.
Theo khu vực, Ấn Độ là một phần của SAARC và BIMSTEC. Ấn Độ đã tham gia vào một số nhiệm vụ gìn giữ hòa bình của Liên Hợp Quốc và năm 2007, đây là nước đóng góp quân đội lớn thứ hai cho Liên Hợp Quốc. Ấn Độ hiện đang tìm kiếm một vị trí thường trực trong Hội đồng Bảo an Liên Hợp Quốc, cùng với các quốc gia G4 khác.
Ấn Độ nắm giữ ảnh hưởng to lớn trong các vấn đề toàn cầu và có thể được phân loại là một siêu cường mới nổi.